# Littleton (New Hampshire)
Littleton ist eine Town in New Hampshire in den Vereinigten Staaten. Es liegt im Bezirk Grafton County am Rand der White Mountains. Der Census von 2020 gibt für Littleton 6.005 in 3135 Haushalten an.

## Demografie
Mit Stand von 2019 hatte die Stadt 5.870 Einwohner auf einer Landfläche von 129,8 km². Das Durchschnittsalter betrug 49,9 Jahre (nationaler Durchschnitt der USA: 38,1 Jahre). Das Pro-Kopf-Einkommen (engl. per capita income) lag bei 31.098 US-Dollar (nationaler Durchschnitt der USA: 21.587 US-Dollar). 20,2 % der Einwohner lagen mit ihrem Einkommen unter der Armutsgrenze (nationaler Durchschnitt der USA:12,4 %). Etwa 19,0 % der Einwohner Littletons sind englischer Abstammung und etwa 7,5 % sind deutschstämmig.

### Bevölkerungsentwicklung
| Volkszählungsergebnisse – Littleton, New Hampshire | Volkszählungsergebnisse – Littleton, New Hampshire | Volkszählungsergebnisse – Littleton, New Hampshire | Volkszählungsergebnisse – Littleton, New Hampshire | Volkszählungsergebnisse – Littleton, New Hampshire | Volkszählungsergebnisse – Littleton, New Hampshire | Volkszählungsergebnisse – Littleton, New Hampshire | Volkszählungsergebnisse – Littleton, New Hampshire | Volkszählungsergebnisse – Littleton, New Hampshire | Volkszählungsergebnisse – Littleton, New Hampshire | Volkszählungsergebnisse – Littleton, New Hampshire |
| Jahr                                               | 1790                                               | 1800                                               | 1810                                               | 1820                                               | 1830                                               | 1840                                               | 1850                                               | 1860                                               | 1870                                               | 1880                                               |
| -------------------------------------------------- | -------------------------------------------------- | -------------------------------------------------- | -------------------------------------------------- | -------------------------------------------------- | -------------------------------------------------- | -------------------------------------------------- | -------------------------------------------------- | -------------------------------------------------- | -------------------------------------------------- | -------------------------------------------------- |
| Einwohner                                          | 96                                                 | 381                                                | 873                                                | 1096                                               | 1433                                               | 1778                                               | 2008                                               | 2292                                               | 2446                                               | 2936                                               |
| Jahr                                               | 1890                                               | 1900                                               | 1910                                               | 1920                                               | 1930                                               | 1940                                               | 1950                                               | 1960                                               | 1970                                               | 1980                                               |
| Einwohner                                          | 3365                                               | 4066                                               | 4069                                               | 4239                                               | 4558                                               | 4571                                               | 4817                                               | 5003                                               | 5290                                               | 5558                                               |
| Jahr                                               | 1990                                               | 2000                                               | 2010                                               | 2020                                               | 2030                                               | 2040                                               | 2050                                               | 2060                                               | 2070                                               | 2080                                               |
| Einwohner                                          | 5851                                               | 5850                                               | 5928                                               | 6005                                               |                                                    |                                                    |                                                    |                                                    |                                                    |                                                    |

## Persönlichkeiten

### Söhne und Töchter der Stadt
- George H. Amidon (1904–1976), Politiker
- Wayne Green (1922–2013), Publizist
- Eleanor Hodgman Porter (1868–1920), Kinderbuchautorin
- Benjamin West Kilburn (1827–1909), Photograph und Stereoskopien-Händler
- Evarts Worcester Farr (1840–1880), Politiker